# 나이자 휴스턴

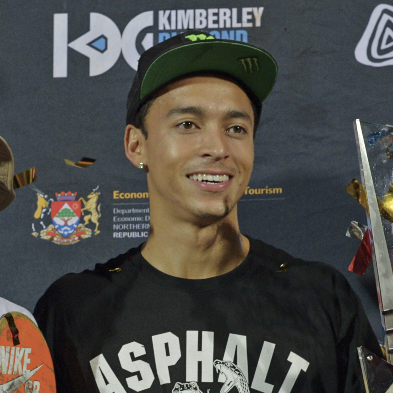
2015년 사진

나이자 휴스턴(영어: Nyjah Huston, 1994년 11월 30일 ~ )은 미국의 스케이트보드 선수이다.
2020년 하계 올림픽 스케이트보드에 출전했으나 스트리트 부문 7위에 그쳤다.